# Villard Houses
El Villard Houses  es un edificio histórico ubicado en Nueva York (Nueva York). El Villard Houses se encuentra inscrito  en el Registro Nacional de Lugares Históricos desde el 2 de septiembre de 1975. McKim, Mead & White fue el arquitecto del Villard Houses.

## Ubicación
El Villard Houses se encuentra dentro del condado de Nueva York en las coordenadas 40°45′29″N 73°58′31″O / 40.758056, -73.975278.